# پولسون (مونتانا)
پولسون (به انگلیسی: Polson) شهری در ایالت مونتانا کشور ایالات متحده آمریکا است که جمعیت آن در سرشماری سال ۲۰۱۰ میلادی، ۴٬۴۸۸ نفر بوده‌است.